# 矮子當道

第一版（出版商：Dell Publishing）

《矮子當道》（英語：Get Shorty）是一本由美國小說作家埃爾莫爾·倫納德所寫的1990年小說。1995年，該小說被改編成英文同名電影《關人矮事》，以及在2017年被改編成同名電視劇《矮子當道》。

## 改編作品

### 電影
- 《關人矮事》（1995）

### 電視劇
- 《矮子當道（英语：Get Shorty (TV series)）》（2017–19）
2016年，Epix（英语：Epix）宣布訂購《矮子當道》電視劇[1]。由雷·羅曼諾和克里斯·奧多德主演。第一季在2017年8月13日首播。[2]